# Anna Calder-Marshall
Anna Calder-Marshall (Kensington, 11 gennaio 1947) è un'attrice inglese attiva in ambito teatrale, cinematografico e televisivo.

## Carriera
Calder-Marshall è nata a Kensington, uno dei quartieri più esclusivi e lussuosi di Londra, situato nella zona centro-occidentale della città, ed è figlia del romanziere e saggista Arthur Calder-Marshall e della sceneggiatrice di documentari Ara (nata Violet Nancy Sales).
Il marito di Calder-Marshall è l'attore David Burke; i due hanno un figlio, Tom Burke, anch'egli attore.
Agli inizi della sua carriera, l'attrice ha preso parte al film per la televisione Male of the Species di Charles Jarrott e Anthony Page, al fianco di attori di primo piano quali Paul Scofield, Michael Caine, Sean Connery e Laurence Olivier: per questo ruolo è stata premiata ai Premi Emmy del 1969 per la "migliore unica interpretazione di un'attrice non protagonista" (Outstanding Single Performance by an Actress in a Supporting Role).
In seguito, ha partecipato al film Cime Tempestose (1970), tratto dall'omonimo romanzo di Emily Brontë, nel ruolo della protagonista femminile, Catherine Earnshaw, al fianco di Timothy Dalton. Nello stesso anno ha recitato anche nella commedia Pussycat, Pussycat, I Love You diretta da Rod Amateau, ruolo per cui è stata candidata al Golden Globe 1971 come "migliore attrice debuttante" (poi vinto da Carrie Snodgress).
L'anno successivo ha interpretato al Chichester Festival Theatre il ruolo di Cleopatra nel dramma storico Caesar and Cleopatra di George Bernard Shaw e ha proseguito poi la carriera con opere quali Troilus and Cressida al Bristol Old Vic (1972), Absurd Person Singular al Criterion Theatre di Londra (1974), Too True to Be Good con la Royal Shakespeare Company presso l'Aldwych Theatre (1975-1976), The Devil Is an Ass e Measure for Measure al Lyttelton Theatre (1977) e Three Sisters al Crucible Theatre di Sheffield (1979).
Dopo essersi dedicata a recitare in numerosi film e serie televisive britanniche, negli anni 1985-1986 è ritornata nuovamente a teatro, interpretando diverse opere: Philistines di Maxim Gorky, Barnes’ People di Peter Barnes, Letters from a Portuguese Nun e Observations of a Mature Student di David Burke e Frank McCormack (di cui è anche regista).
Calder-Marshall ha continuato, nel frattempo, a recitare anche in serie e film televisivi, come Titus Andronicus di Jane Howell (1985), Tottie: The Doll's Wish (1986), Ispettore Morse (1988), Rules of Engagement (1989), Blood Royal: William the Conqueror di Peter Jefferies (1990) e Il taccuino di Sherlock Holmes (1993).
Dopo una pausa di oltre dieci anni dal teatro, interrotta solo nel 1994, anno in cui ha recitato nell'opera The Seagull (Il gabbiano) di Anton Chekhov, al Olivier Theatre di Londra, è ritornata a calcare le scene dagli anni 2000 in poi, interpretando Antigone di Sofocle, A Lie of the Mind di Sam Shepard, Salt, Root & Roe di Tim Price, In the Republic of Happiness di Martin Crimp, The Herd di Rory Kinnear, Temple di Steve Waters, Evening at the Talk House di Wallace Shawn, Love di Alexander Zeldin e Uncle Vanya di Anton Chekhov.
Dopo aver recitato in Anna Karenina di Bernard Rose nel 1997, negli anni 2010 è ritornata a recitare in produzioni cinematografiche, tra cui Codice criminale regia di Adam Smith (2016) e Last Christmas Paul Feig (2019).

## Filmografia

### Cinema
- Pussycat, Pussycat... ti amo (Pussycat, Pussycat, I Love You), regia di Rod Amateau (1970)
- Cime tempestose (Wuthering Heights), regia di Robert Fuest (1970)
- Zulu Dawn, regia di Douglas Hickox (1979)
- Saint-Ex, regia di Anand Tucker (1996)
- Anna Karenina, regia di Bernard Rose (1997)
- Love & Distrust, nel segmento The Summer House, regia di Lorraine Bracco, Daisy Gili e Eric Kmetz (2010)
- Codice criminale (Trespass Against Us), regia di Adam Smith (2016)
- Us Among the Stones, regia di Dictynna Hood (2019)
- Last Christmas, regia di Paul Feig (2019)
- Uncle Vanya, regia di Ross MacGibbon, regia teatrale di Ian Rickson (2020)

### Cortometraggi
- The Audition, regia di Fraser Aldan Robinson (2004)
- The Journey Home, regia di Neil Carter e Gerard Monaco (2008)
- The Summer House, regia di Daisy Gili (2009)
- Only the Lonely, regia di Clare Holman (2018)
- Bacon, regia di Geoff Bell (2020)

### Televisione
- The Wednesday Play – serie TV, episodio 1x93 (1967)
- Love Story – serie TV, episodio 5x06 (1967)
- Sanctuary – serie TV, episodio 1x11 (1967)
- Boy Meets Girl – serie TV, episodi 1x03-3x02 (1967-1969)
- BBC Play of the Month – serie TV, episodi 3x01-8x04 (1967-1972)
- Male of the Species – film TV, regia di Charles Jarrott e Anthony Page (1969)
- ITV Playhouse – serie TV, episodio 2x33 (1969)
- W. Somerset Maugham – serie TV, episodio 1x10 (1969)
- ITV Saturday Night Theatre – serie TV, 4 episodi 2x01 (1969-1971)
- Play for Today – serie TV, episodio 2x06 (1971)
- Affairs of the Heart  – serie TV, episodio 1x05 (1974)
- Under Western Eyes – film TV, regia di Stuart Burge (1975)
- Crown Court – serie TV, episodio 6x40 (1977)
- The Duchess of Duke Street – serie TV, episodio 2x16 (1977)
- A Woman's Place? – serie TV, episodio 1x03 (1978)
- Matilda's England – serie TV, episodi 1x01-1x02-1x03 (1979)
- Bloomers – serie TV, 4 episodi (1979)
- Matilda – miniserie TV (1979)
- Racconti del brivido (Hammer House of Horror) – serie TV, episodio 1x12 (1980)
- Racconto d'inverno (The Winter's Tale) – film TV, regia di Jane Howell (1981)
- BBC2 Playhouse – serie TV, episodio 7x16 (1981)
- Re Lear (King Lear) – film TV, regia di Michael Elliott (1983)
- Androcolo e il leone (Androcles and the Lion) – film TV, con Billy Connolly (1983)
- Tottie: The Story of a Dolls' House – serie TV, 5 episodi (1984)
- Strangers and Brothers – serie TV, episodio 1x12 (1984)
- Titus Andronicus – film TV, regia di Jane Howell (1985)
- Tottie: The Doll's Wish – serie TV, 5 episodi (1986)
- Ispettore Morse (Inspector Morse) – serie TV, episodio 2x03 (1988)
- Theatre Night – serie TV, episodio 3x05 (1988)
- Rules of Engagement – serie TV, 6 episodi (1989)
- Blood Royal: William the Conqueror – film TV, regia di Peter Jefferies (1990)
- Le avventure di Sherlock Holmes (The Adventures of Sherlock Holmes) – serie TV, episodio 3x02 (1993)
- Heartbeat – serie TV, episodio 2x10 (1993)
- Lovejoy – serie TV, episodio 5x08 (1993)
- Casualty – serie TV, episodi 8x20-29x16 (1994-2015)
- Witness Against Hitler – film TV, regia di Betsan Morris Evans (1996)
- Animated Epics: Beowulf – film TV, regia di Yuri Kulakov (1998)
- L'ispettore Barnaby (Midsomer Murders) – serie TV, episodio 4x01 (2000)
- Doctor Who: Scream of the Shalka – serie TV, episodio 1x01 (2003)
- Dalziel and Pascoe – serie TV, episodi 9x07-9x08 (2005)
- Poirot (Agatha Christie's Poirot) – serie TV, episodio 10x03 (2006)
- Holby Blue – serie TV, episodio 2x05 (2008)
- Metropolitan Police (The Bill) – serie TV, episodio 24x31 (2008)
- New Tricks - Nuove tracce per vecchie volpi (New Tricks) – serie TV, episodio 8x06 (2011)
- 13 Steps Down – serie TV, episodi 1x01-1x02 (2012)
- Storie in scena (Playhouse Presents) – serie TV, episodio 2x06 (2013)
- Scott & Bailey – serie TV, episodio 4x02 (2014)
- Harlots – serie TV, 5 episodi (2018-2019)
- I miserabili (Les Misérables), regia di Tom Shankland – miniserie TV, puntate 3-4 (2018)
- The Third Day, regia di Marc Munden e Philippa Lowthorpe – miniserie TV, 3 puntate (2020)
- Please Help – serie TV (2021)
- Grantchester – serie TV, episodio 7x05 (2022)
- This England, regia di Julian Jarrold, Michael Winterbottom e Anthony Wilcox – miniserie TV, 3 puntate (2022)
- Strike – serie TV, episodi 5x02-5x04 (2022)
- Bodies, regia di Marco Kreuzpaintner e Haolu Wang – miniserie TV, 3 puntate (2023)

## Teatrografia
- Peer Gynt, di Henrik Ibsen, regia di Peter Dews. Birmingham Repertory Theatre di Birmingham (14 novembre – 9 dicembre 1967)
- The Wild Duck, di Henrik Ibsen, regia di Fulton Mackay. Nottingham Playhouse di Nottingham (19 – 23 agosto 1969)
- Caesar and Cleopatra, di George Bernard Shaw, regia di Robin Phillips. Chichester Festival Theatre di Chichester (dal 6 luglio 1971)
- Troilus and Cressida, di William Shakespeare, regia di Howard Davies. Bristol Old Vic – Theatre Royal di Bristol (maggio 1972)
- Absurd Person Singular, di Alan Ayckbourn, regia di Eric Thompson. Criterion Theatre di Londra (4 luglio 1973 – 28 settembre 1974)
- Too True to Be Good, di George Bernard Shaw, regia di Clifford Williams. Aldwych Theatre di Londra (ottobre – novembre 1975 e Globe (ora Gielgud Theatre) di Londra (2 dicembre 1975 – 28 febbraio 1976)
- The Devil Is an Ass, di Ben Jonson, regia di Stuart Burge. Lyttelton Theatre, National Theatre di Londra (dal 30 aprile 1977)
- Measure for Measure, di William Shakespeare, regia di Stuart Burge. Lyttelton Theatre, National Theatre di Londra (dal 4 maggio 1977)
- Three Sisters, di Anton Chekhov, regia di Peter James. Crucible Theatre di Sheffield. (26 settembre – 20 ottobre 1979)
- She Stoops to Conquer, di Oliver Goldsmith, regia di Patrick Mason. Greenwich Theatre di Londra (13 dicembre 1979 – 12 gennaio 1980)
- Philistines, di Maxim Gorky, regia di John Caird. The Other Place di Stratford-upon-Avon (4 aprile 1985)
- Barnes’ People, di Peter Barnes, regia di Alan Rickman. The Other Place di Stratford-upon-Avon (16 – 23 ottobre 1985)
- Letters from a Portuguese Nun, autore anonimo. The Other Place di Stratford-upon-Avon (19 – 25 ottobre 1985)
- Observations of a Mature Student, di David Burke e Frank McCormack, regia di Anna Calder-Marshall. The Other Place di Stratford-upon-Avon (22 – 25 ottobre 1985)
- Philistines, di Maxim Gorky, regia di John Caird. Barbican Theatre di Londra (1985 – 1986)
- Philistines, di Maxim Gorky, regia di John Caird. Pit di Londra (29 gennaio 1986)
- The Seagull, di Anton Chekhov, regia di John Caird. Olivier Theatre, National Theatre di Londra. (1994)
- Antigone, di Sofocle, regia di Declan Donnellan. Old Vic di Londra (1999 – 2000)
- A Lie of the Mind, di Sam Shepard, regia di Wilson Milam. Donmar Warehouse di Londra (2001)
- Salt, Root & Roe, di Tim Price, regia di Hamish Pirie. Trafalgar Studios di Londra (10 novembre  – 3 dicembre 2011)
- In the Republic of Happiness, di Martin Crimp, regia di Dominic Cooke. Jerwood Theatre Downstairs di Londra (6 dicembre 2012 – 19 gennaio 2013)
- The Herd, di Rory Kinnear, regia di Howard Davies. The Bush Theatre di Londra (13 settembre – 26 ottobre 2013)
- Temple, di Steve Waters, regia di Howard Davies. Donmar Warehouse di Londra (21 maggio – 25 luglio 2015)
- Evening at the Talk House, di Wallace Shawn, regia di Ian Rickson. Dorfman Theatre di Londra (17 novembre 2015 – 30 marzo 2016)
- Love, di Alexander Zeldin, regia di Alexander Zeldin. Dorfman Theatre di Londra (6 dicembre 2016 – 11 febbraio 2017)
- Lost Without Words, regia di Phelim McDermott e Lee Simpson. Dorfman Theatre di Londra (4 – 18 marzo 2017)
- Love, di Alexander Zeldin, regia di Alexander Zeldin. Queen's Theatre Hornchurch di Londra (25 ottobre – 10 novembre 2018)
- Uncle Vanya, di Anton Chekhov, regia di Ian Rickson. Harold Pinter Theatre di Londra (14 gennaio – 16 marzo 2020)